# Kishū-Bahnlinie
| Dieseltriebwagen der Baureihe Kitetsu 1 |                   |                           |           |
| Streckenlänge: | 2,7 km            |                           |           |
| Spurweite: | 1067 mm (Kapspur) |                           |           |
| Streckengeschwindigkeit: | 40 km/h           |                           |           |
| Zweigleisigkeit: | nein              |                           |           |
| |                   |                           |           |
| Gesellschaft: | Kishū Tetsudō     |                           |           |
| \| \| \| Kisei-Hauptlinie \| 1929– \| \| \| 0,0 \| Gobō (御坊) \| 1929– \| \| \| \| Kisei-Hauptlinie \| 1929– \| \| \| 0,8 \| Takarabe (財部) \| –1941 \| \| \| 1,4 \| Chūgaku-mae (中学前) \| –1941 \| \| \| 1,5 \| Gakumon (学門) \| 1979– \| \| \| 1,8 \| Kii-Gobō (紀伊御坊) \| 1931– \| \| \| \| \| \| \| \| 2,4 \| Shiyakusho-mae (市役所前) \| 1967– \| \| \| 2,7 \| Nishi-Gobō (西御坊) \| 1932– \| \| \| \| Daiwabo \| 1955–1984 \| \| \| 3,0 \| Hinode-bōseki-mae \| –1941 \| \| \| 3,4 \| Hidakagawa (日高川) \| 1934–1989 \| |                   |                           |           |
| |                   | Kisei-Hauptlinie          | 1929–     |
| Bahnhof Streckenanfang | 0,0               | Gobō (御坊)               | 1929–     |
| Strecke nach rechts und von halblinks · Strecke |                   | Kisei-Hauptlinie          | 1929–     |
| ehemaliger Haltepunkt / Haltestelle | 0,8               | Takarabe (財部)           | –1941     |
| ehemaliger Haltepunkt / Haltestelle | 1,4               | Chūgaku-mae (中学前)      | –1941     |
| Haltepunkt / Haltestelle | 1,5               | Gakumon (学門)            | 1979–     |
| Haltepunkt / Haltestelle · Betriebsstelle Streckenanfang | 1,8               | Kii-Gobō (紀伊御坊)       | 1931–     |
| |                   |                           |           |
| Haltepunkt / Haltestelle | 2,4               | Shiyakusho-mae (市役所前) | 1967–     |
| Kopfbahnhof Strecke ab hier außer Betrieb | 2,7               | Nishi-Gobō (西御坊)       | 1932–     |
| Betriebsstelle Streckenanfang und quer (Strecke außer Betrieb) · Abzweig geradeaus und nach rechts (Strecke außer Betrieb) |                   | Daiwabo                   | 1955–1984 |
| Haltepunkt / Haltestelle (Strecke außer Betrieb) | 3,0               | Hinode-bōseki-mae         | –1941     |
| Kopfbahnhof Streckenende (Strecke außer Betrieb) | 3,4               | Hidakagawa (日高川)       | 1934–1989 |

Die Kishū-Bahnlinie (jap. 紀州鉄道線 Kishū Tetsudō-sen) ist eine Eisenbahnstrecke auf der japanischen Insel Honshū. Sie wird von der Bahngesellschaft Kishū Tetsudō betrieben und verläuft vollständig auf dem Gebiet der Stadt Gobō in der Präfektur Wakayama. Es handelt sich um die einzige nichtelektrifizierte Strecke in dieser Präfektur und um die zweitkürzeste Strecke Japans.

## Streckenbeschreibung
Die 2,7 km lange Strecke ist in Kapspur (1067 mm) verlegt und nicht elektrifiziert. Es werden fünf Bahnhöfe und Haltestellen bedient, die Höchstgeschwindigkeit beträgt 40 km/h. Ihr nördlicher Ausgangspunkt ist der Bahnhof Gobō, wo sie von der Kisei-Hauptlinie abzweigt. In überwiegend südlicher Richtung führt sie ins Stadtzentrum und endet im Bahnhof Nishi-Gobō. Die gesamte Strecke ist eingleisig, es gibt keine Ausweichen. Das Depot befindet sich in Streckenmitte neben der Haltestelle Kii-Gobō. Einst führte die Kishū-Bahnlinie rund 700 Meter weiter bis nach Hidakagawa, unweit der Mündung des Flusses Hidaka in den Pazifik.

## Zugangebot
Züge halten an allen Zwischenstationen und benötigen von einem Ende der Strecke zum anderen acht Minuten. Sie verkehren in der Regel im Stundentakt, morgens und abends wird ein Halbstundentakt angeboten. Der Fahrplan ist so ausgerichtet, dass im Bahnhof Gobō Anschluss an die Nahverkehrszüge von JR West auf der Kisei-Hauptlinie besteht; Anschlüsse an Schnellzüge sind von untergeordneter Bedeutung.

## Bilder

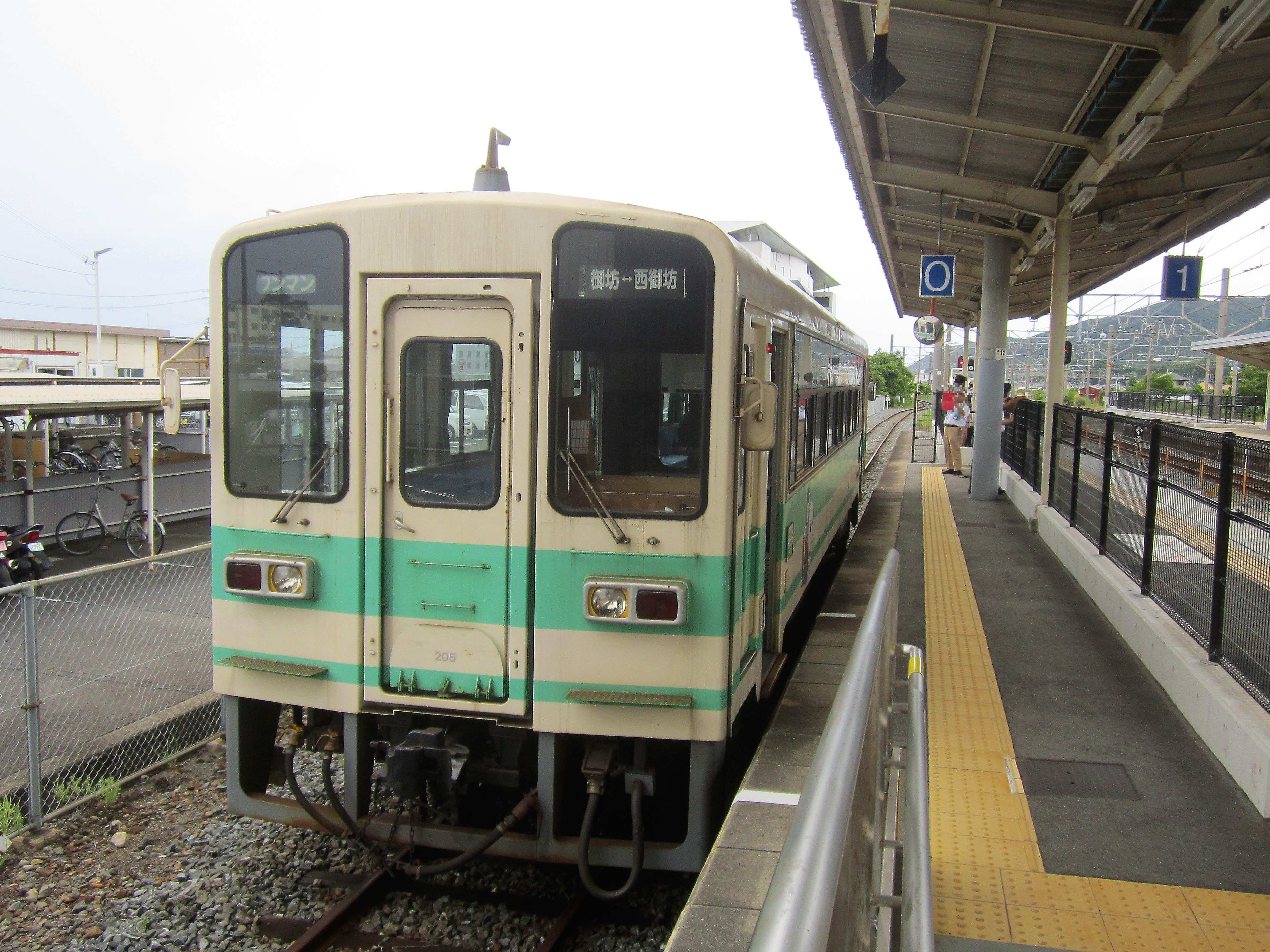
Triebwagen der Baureihe KR200 im Bahnhof Gobō
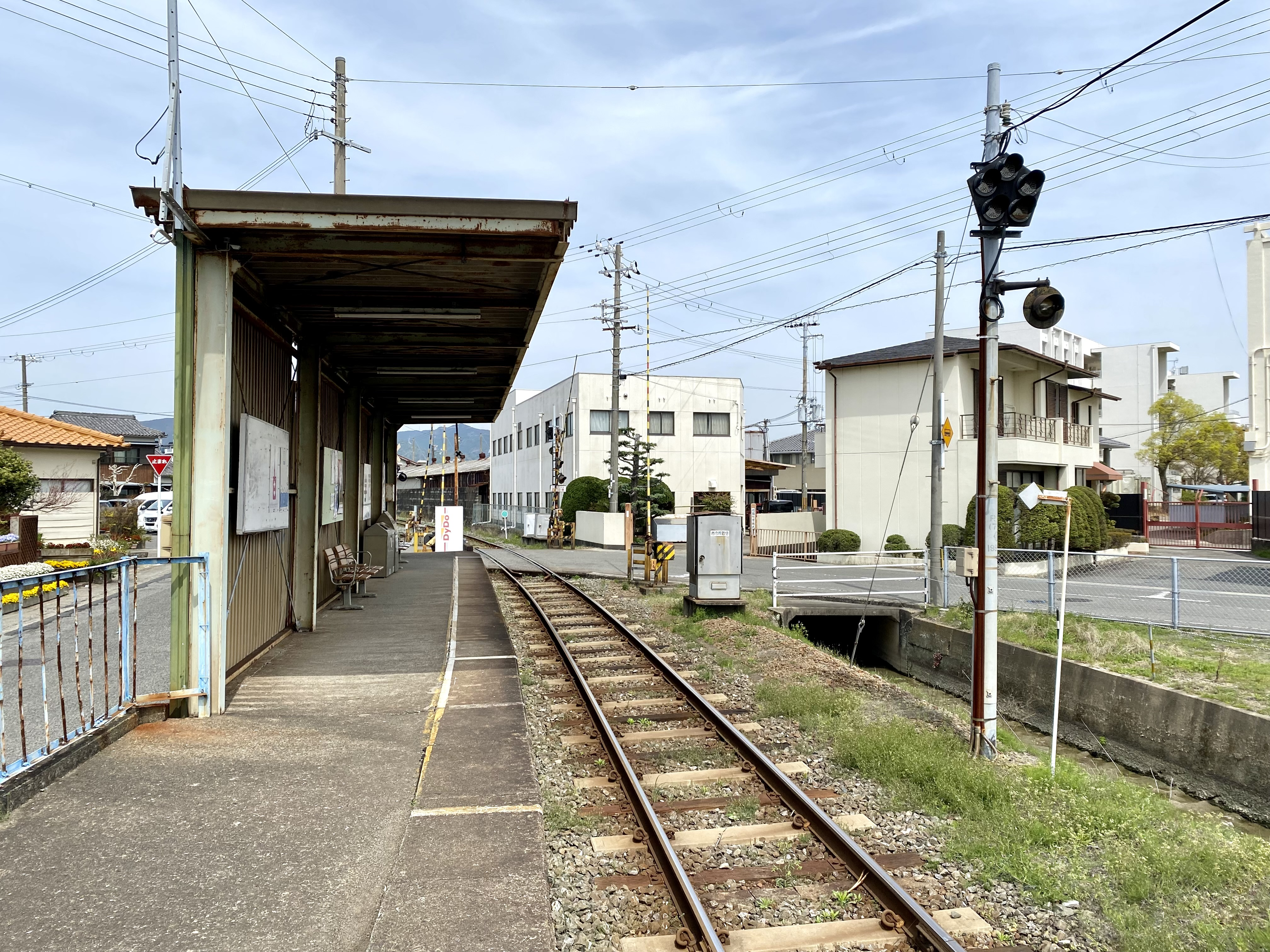
Haltestelle Gakumon
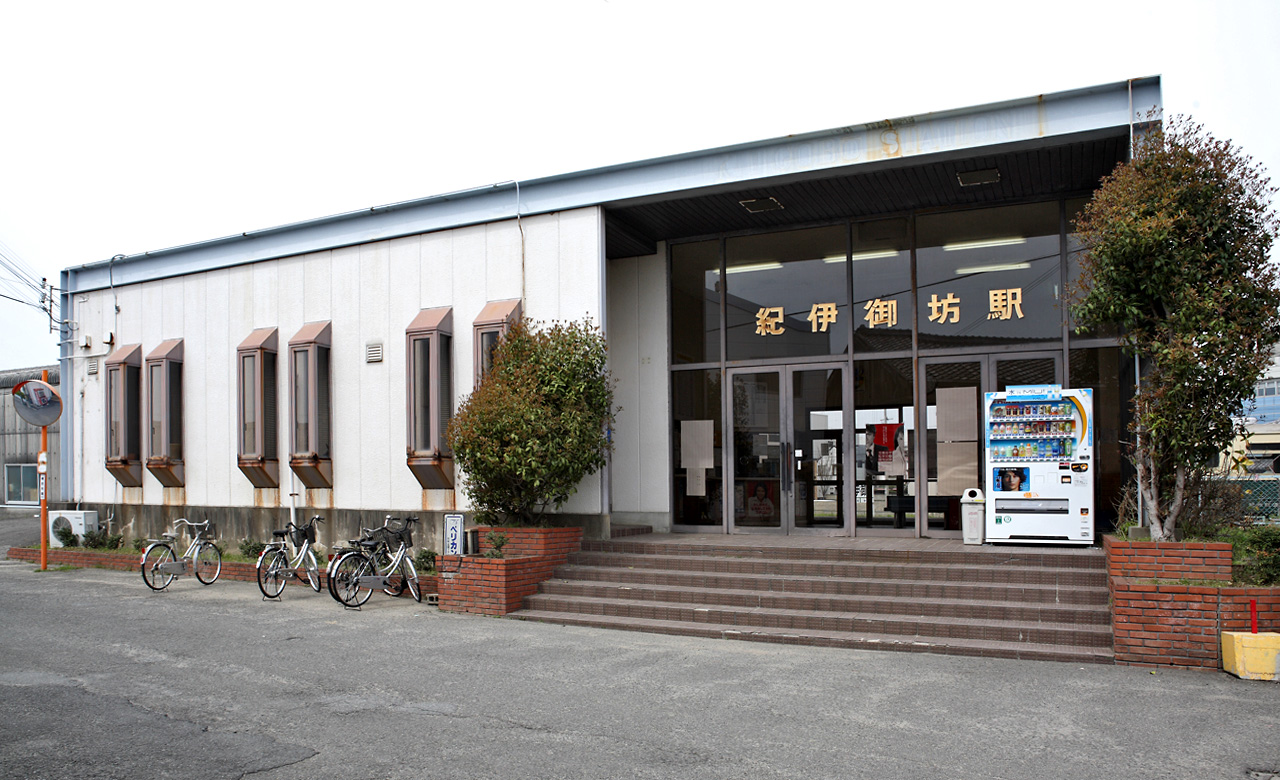
Station Kii-Gobō
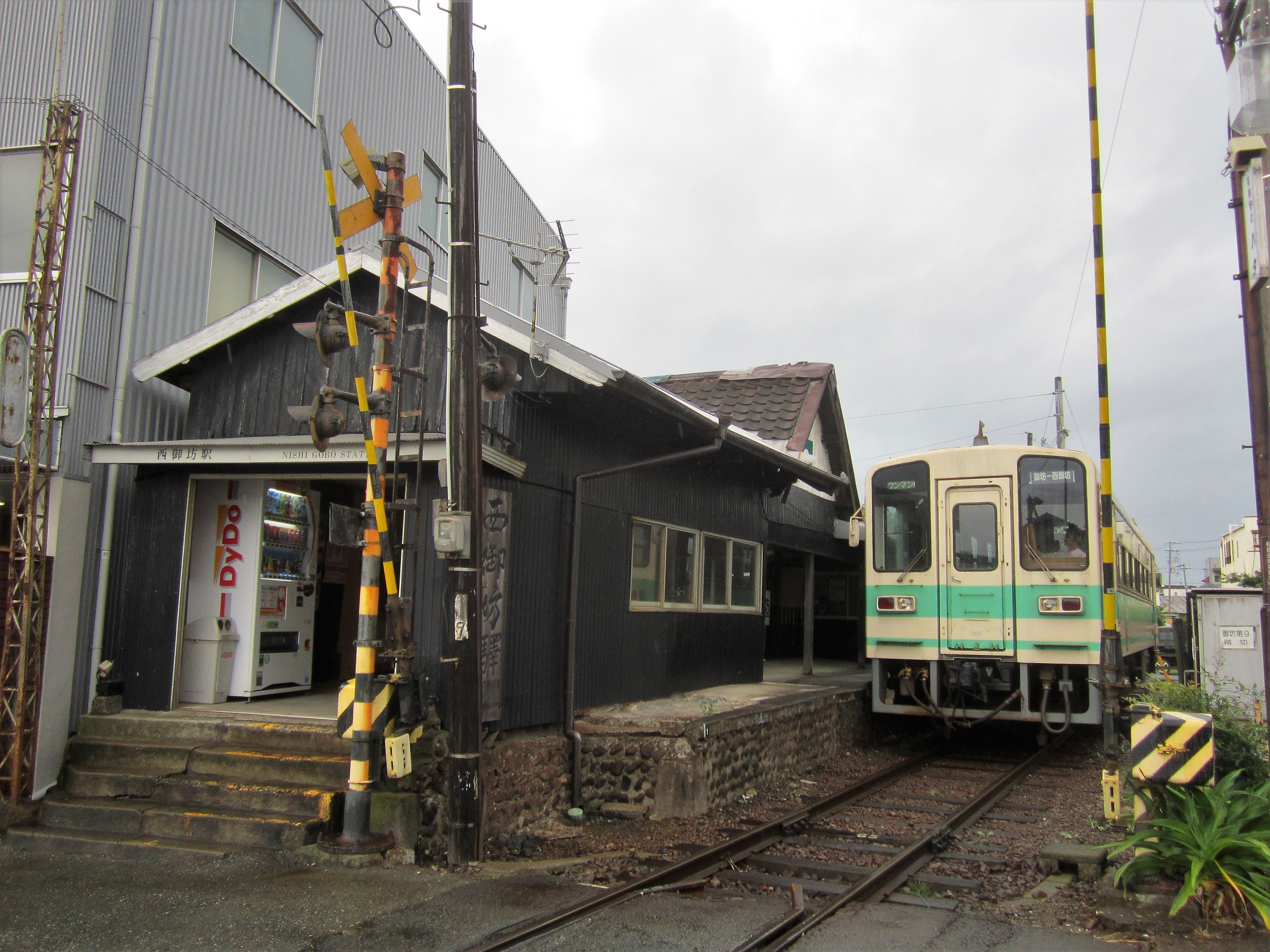
Endhaltestelle Nishi-Gobō
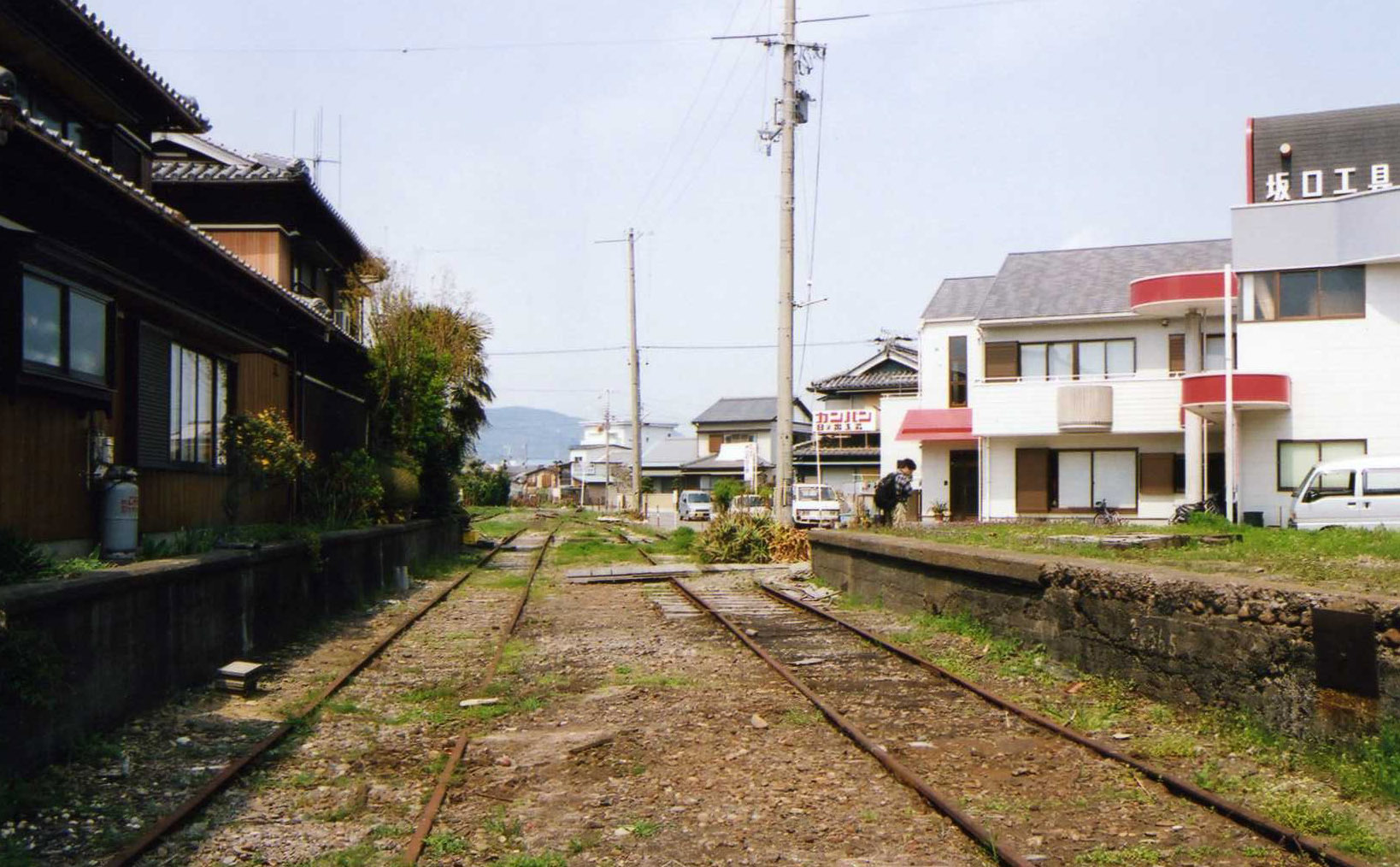
Ehemalige Endstation Hidakagawa

## Geschichte
Als das Eisenbahnministerium Ende der 1920er Jahre die Kisei-Hauptlinie entlang der Westküste der Kii-Halbinsel errichtete, führte sie die Trasse in der Region Gobō weit außerhalb an der Stadt vorbei. So lag der 1929 eröffnete Bahnhof Gobō fast drei Kilometer entfernt auf dem Gebiet der Nachbargemeinde Yukawa (1954 eingemeindet). Lokale Geschäftsleute ersuchten mit Erfolg um eine Lizenz für den Bau einer Zweigstrecke und gründeten im Dezember 1928 die Bahngesellschaft Gobō Rinkō Tetsudō. Die Strecke sollte eigentlich zusammen mit dem Abschnitt der Kisei-Hauptlinie eröffnet werden, doch rechtliche Auseinandersetzungen mit Landwirten, über deren Grundstücke die Trasse verlaufen sollte, verzögerten den Baubeginn um mehr als ein Jahr. Am 15. Juni 1931 konnte zunächst der 1,8 km lange Abschnitt zwischen dem Bahnhof Gobō und der Haltestelle Kii-Gobō eröffnet werden. Der Abschnitt nach Nishi-Gobō kam am 10. April 1932 hinzu und am 10. August 1934 reichte die Strecke bis Hidakagawa (an diesem Tag wurde auch der Güterverkehr aufgenommen).
Die Betriebsergebnisse des Unternehmens waren von Anfang an schlecht, woran auch die ab 1937 entrichteten staatlichen Subventionen kaum etwas änderten. Während des Pazifikkriegs stieg die Zahl der Fahrgäste aufgrund der Inbetriebnahme zweier Munitionsfabriken markant an. Als Folge heftiger Regenfälle trat der Fluss Hidaka am 18. Juni 1953 über die Ufer und überschwemmte die gesamte Strecke; die Behebung der Schäden dauerte drei Monate. Mitte der 1960er Jahre begannen die Fahrgastzahlen wieder zu sinken und das Unternehmen rutschte in die roten Zahlen zurück, zumal es keine Buslinien betrieb oder sonstige Geschäftszweige hatte.
1972 wurde die Bahngesellschaft von dem in Tokio ansässigen Hotel- und Immobilienunternehmen Bandai Dentetsu Real Estate übernommen und am 1. Januar 1973 in Kishū Tetsudō umbenannt. Da die Japanische Staatsbahn den Güterverkehr auf der Kisei-Hauptlinie rationalisierte, musste die Kishū Tetsudō diesen am 1. Februar 1984 einstellen. Am 1. April 1989 legte sie das schwach genutzte Teilstück zwischen Nishi-Gobō und Hidakagawa still und führte am selben Tag den Einmannbetrieb ein. Lange Zeit galt die Kishū-Bahnlinie als kürzeste Strecke; dieses Attribut verlor sie 2002 an die Shibayama-Linie beim Flughafen Tokio-Narita.

## Liste der Bahnhöfe
| Name                      | km  | Anschlusslinien  | Lage   | Ort  |
| ------------------------- | --- | ---------------- | ------ | ---- |
| Gobō (御坊)               | 0,0 | Kisei-Hauptlinie | Koord. | Gobō |
| Gakumon (学門)            | 1,5 |                  | Koord. | Gobō |
| Kii-Gobō (紀伊御坊)       | 1,8 |                  | Koord. | Gobō |
| Shiyakusho-mae (市役所前) | 2,4 |                  | Koord. | Gobō |
| Nishi-Gobō (西御坊)       | 2,7 |                  | Koord. | Gobō |